# Giovanni d'Aniello
Giovanni d'Aniello (né le 5 janvier 1955) est un prélat italien de l'Église catholique qui travaille au service diplomatique du Saint-Siège. Archevêque depuis 2001, il est nommé nonce apostolique en Russie le 1er juin 2020. Il est nonce apostolique ou délégué apostolique en République démocratique du Congo (en), en Thaïlande (en), au Cambodge (en), en Birmanie (en), au Laos (en) et au Brésil (en).

## Biographie
Né à Aversa dans la région de Campanie en Italie le 5 janvier 1955, d'Aniello étudie au séminaire local et est ordonné prêtre le 8 décembre 1978
Il obtient un doctorat en droit canonique. Pour se préparer à une carrière diplomatique, il entre à l'Académie pontificale ecclésiastique en 1979. 

## Carrière diplomatique
Il est entré au service diplomatique du Saint-Siège le 1er juin 1983 et ses premières affectations l'ont conduit au Burundi, en Thaïlande (en), au Liban (en) et au Brésil (en). Il travaille également à Rome dans la section des relations avec les États de la Secrétariat d'État du Saint-Siège, où il est responsable du Moyen-Orient
Le 15 décembre 2001, le pape Jean-Paul II le nomme archevêque titulaire de Paestum (de) et représentant pontifical auprès de la République démocratique du Congo (en). Il reçoit sa consécration épiscopale le 6 janvier 2002 du pape Jean-Paul. Son titre est changé en nonce apostolique le 12 janvier 2002.
Le 22 septembre 2010, le pape Benoît XVI le nomme nonce en Thaïlande (en) et au Cambodge (en), ainsi que délégué apostolique en Birmanie (en) et au Laos (en). En mars 2011, lors d'une visite avec des réfugiés birmans dans un camp en Thaïlande, il offre son soutien et déclare que « le travail de l'Église pour les réfugiés est un travail essentiel de l'Église ».
Le 10 février 2012, il est nommé nonce apostolique au Brésil (en).
Le 1er juin 2020, le pape François le nomme nonce apostolique en Russie.